# Павлівка (Скороходівська селищна громада)
Павлівка (до 2016 — Жовтневе) — село в Україні, у Скороходівській селищній громаді Полтавського району Полтавської області. Населення становить 314 осіб. До 2017 орган місцевого самоврядування — Скороходівська селищна рада.

## Географія
Село Павлівка знаходиться на відстані 2 км від селища Скороходове. По селу протікає пересихаючий струмок з загатою. Поруч проходить залізниця, станція Скороходове за 4 км.

## Історія
19 травня 2016 року Верховна Рада підтримала перейменування села Жовтневе на Павлівка. 3 червня 2016 року перейменування набуло чинності.
12 червня 2020 року, відповідно до розпорядження Кабінету Міністрів України № 721-р «Про визначення адміністративних центрів та затвердження територій територіальних громад Полтавської області», село увійшло до складу Скороходівської селищної громади.
19 липня 2020 року, в результаті адміністративно — територіальної реформи та ліквідації Чутівського району, село увійшло до складу новоутвореного Полтавського району.

## Економіка
- Молочно-товарна ферма.

## Об'єкти соціальної сфери
- Дитячий садочок.